# Ozerailles
Ozerailles település Franciaországban, Meurthe-et-Moselle megyében. Lakosainak száma 147 fő (2022. január 1.). Ozerailles Abbéville-lès-Conflans, Les Baroches, Fléville-Lixières, Lubey és Thumeréville községekkel határos.

## Népesség
A település népességének változása:
| Lakosok száma | 148  | 109  | 128  | 153  | 146  | 146  | 151  | 151  | 151  | 147  |
|               | 1968 | 1982 | 1990 | 2006 | 2013 | 2015 | 2017 | 2019 | 2020 | 2022 |